# River Song
Pour les articles homonymes, voir Melody.
River Song (née Melody Pond) est un personnage fictif de la série de science-fiction britannique Doctor Who, interprété par Alex Kingston.  Le personnage a été inventé par le scénariste et producteur exécutif Steven Moffat, qui a écrit tous les épisodes ou scènes dans lesquels elle apparaît.
Sa position dans la série est particulière car, étant elle-même une voyageuse dans le temps, elle a sa propre chronologie qui diffère de celle du personnage principal — et des téléspectateurs.  Ainsi sa première apparition dans Bibliothèque des ombres, première partie correspond pour elle à l'une de ses dernières, et le Docteur fait sa connaissance de manière aléatoire au fil du temps. Par ailleurs, le personnage s'est régénéré au moins deux fois et des versions différentes du personnage apparaissent parfois dans un même épisode.
Lors de sa première apparition, River est une archéologue du 51e siècle qui semble connaître le Docteur depuis très longtemps au point qu'elle connaît le nom du Docteur qu'il garde secret. La série révèle finalement qu'elle est la fille de Amy Pond et Rory Williams, Melody Pond. Ayant été conçue à l'intérieur du TARDIS, elle est capable de se régénérer à la manière d'un Seigneur du Temps et semble même avoir un lien étrange avec le vaisseau.

## Histoire du personnage

### Saison 4 (2008)
River Song apparait pour la première fois dans le double épisode écrit par Steven Moffat pour la saison 4, Bibliothèque des Ombres, première partie et Bibliothèque des Ombres, deuxième partie, où elle est déconcertée de voir que le dixième Docteur ne la reconnait pas alors qu’elle a déjà partagé de nombreuses aventures avec lui et l'appelle « Chéri ». Elle se présente comme un professeur d'archéologie et elle est équipée du pistolet futuriste utilisé par Jack Harkness dans Le Docteur danse, d'un journal intime dont la couverture ressemble au TARDIS, et d'un tournevis sonique plus perfectionné que celui du Docteur. Elle connait également le véritable nom du Docteur - qui n'a jamais été révélé au téléspectateur - ce qui le stupéfie car il affirme qu'il ne révèlerait ce nom que dans une seule occasion. L'épisode se conclut par le décès de River, qui se sacrifie pour sauver le Docteur. Il parvient toutefois à sauvegarder sa conscience dans une simulation d'ordinateur, lui octroyant ainsi une forme de vie éternelle.

### Saison 5 (2010)
Devenu producteur exécutif de la série à partir de 2010, S. Moffat fait revenir ce personnage pour la saison 5, pour laquelle elle apparait dans pas moins de quatre épisodes. Dans Le Labyrinthe des Anges, première partie/Le Labyrinthe des Anges, deuxième partie, River, qui n'est pas encore professeur, fait la connaissance du onzième Docteur et ostensiblement de son nouveau compagnon de voyage, Amy Pond. Le Docteur est très troublé par la réapparition de ce personnage qui connait son futur tandis que lui connait sa fin, et apprend par-dessus le marché qu'elle est maintenant emprisonnée pour avoir commis un meurtre sur un homme extraordinaire. Elle promet au Docteur qu'il la reverra quand « la Pandorica s'ouvrira », une aventure qui s'est produite récemment de son point de vue à elle. Cette promesse s'accomplit dans le double épisode final de la même saison La Pandorica s'ouvre, première partie/La Pandorica s'ouvre, deuxième partie, qui voit River utiliser un bracelet de voyage temporel et piloter le TARDIS mieux que le Docteur. Leur dernière conversation suggère de nouveau que River et le Docteur ont été mariés, et elle lui promet qu'il va bientôt apprendre qui elle est vraiment.

### Saison 6 (2011)
River devient un personnage crucial dans la saison 6, présente dans six des treize épisodes. Dans L'Impossible Astronaute, première partie / L'Impossible Astronaute, deuxième partie, River rencontre de nouveau Amy Pond ainsi que son époux Rory Williams, avec lesquels elle assiste apparemment à l'assassinat définitif du Docteur par un personnage mystérieux vêtu d'un costume d'astronaute de la NASA. L'histoire met également en scène une petite fille inconnue qui se régénère à la fin. Ces évènements restent en attente d'une explication, mais le Docteur est toujours en vie à la fin car c'est une version plus vieille de 200 ans qui vient de mourir.
Les épisodes centraux de cette même saison 6, La Retraite du démon et Allons tuer Hitler éclaircissent une part des mystères qui entourent River Song. Elle s'avère être la fille d'Amy et Rory, conçue pendant leur nuit de noces à bord du Tardis, ce qui lui a donné une morphologie anormale, proche de celle des Seigneurs du temps et notamment la capacité de se régénérer. Ils la nomment « Melody Pond » en hommage à une amie d'enfance, nom qui devient « River Song » à la suite d'une erreur de traduction par des extra-terrestres. Toutefois, enlevée dès la naissance à ses parents par des conspirateurs mystérieux, le Silence, elle est élevée et conditionnée pour une seule tâche : assassiner le Docteur. Enfin, Rory et Amy ont la surprise de découvrir qu'après s'être échappée et régénérée dans son enfance, elle est repartie dans le passé et a « grandi avec ses parents » sans rien leur expliquer. River a donc reçu son nom en hommage à elle-même. Dans Allons tuer Hitler, River se régénère une seconde fois au milieu de l'histoire et est conséquemment interprétée par deux actrices, Nina Toussaint-White (Melody ou « Mels ») puis Alex Kingston. River essaye bel et bien de tuer le Docteur puis parvient à se libérer de son conditionnement et sacrifie sa capacité à se régénérer pour le sauver. Le Docteur l'emmène au 51e siècle et lui donne le journal intime vu précédemment.
La séquence finale de l'avant-dernier épisode de la saison 6, Tournée d'adieux, voit River Song, juste à la fin de ses études, rattrapée par les conspirateurs du Silence et placée de force dans un costume d'astronaute. L'épisode Le Mariage de River Song conclut ce cycle compliqué et explique comment le Docteur survit à son assassinat en substituant une copie à lui-même et les raisons exactes de pourquoi River était en prison. À la suite du meurtre du Doctor elle est condamnée à 12 000 condamnations à perpétuité consécutives. L'épisode montre également comme promis la cérémonie de mariage des deux personnages.
En plus des épisodes principaux, River Song apparaît dans deux épisodes spéciaux de la saison 6, publiés en tant que bonus en novembre 2011 dans les coffrets DVD et Blu-ray : First Night et Last Night de la série de mini-épisodes Night and the Doctor.

### Saison 7 (2012 – 2013)
La saison 7 étant étalée sur deux ans, River Song revient dans l'épisode 5 qui clôt la première partie ainsi que les aventures d'Amy et Rory. Les Anges prennent Manhattan explore également la relation compliquée qu'elle a avec le Docteur. L'épisode 13 enfin, Le Nom du Docteur, voir River Song réapparaître de façon télépathique après sa mort, sauvegardée dans la Bibliothèque.
Elle apparaît de plus dans l'épisode spécial Rain Gods de la saison 7, présent sur le DVD.

### Épisode de Noël 2015
River partage de nouveau la vedette avec le Docteur, maintenant dans sa douzième incarnation, dans Les Maris de River Song. L'épisode, diffusé le jour de Noël 2015, explore les aspects les plus sombres de sa personnalité ainsi que les sentiments complexes qui l'unissent au Docteur. De façon plus humoristique, elle révèle dans cette histoire qu'elle a souvent emprunté son TARDIS sans qu'il s'en rende compte, et y a même installé une armoire à boissons. Le Docteur « boucle enfin la boucle » en lui donnant le tournevis sonique qui lui permettra de la sauver dans La Bibliothèque des ombres et en l'invitant à la soirée d'adieu qu'elle lui décrivait au terme de cet épisode.

### Mentions ultérieures
- Dans Le Retour du Docteur Mysterio (2016), le Docteur est encore marqué par ses adieux à River Song dans Les Maris de River Song (2015).
- Dans Le Pilote (2017), on découvre que le Docteur a une photo de River Song et de Susan Foreman sur son bureau à l'Université de Bristol[1].
- Dans une scène coupée de La Foire des Glaces (2017), le Docteur expliquait à Bill qu'il était déjà venu à la Foire des Glaces avec sa femme, River Song, en 1814. Sarah Dollard, qui a écrit l'épisode, explique plus tard sur son compte tumblr qu'elle comprend la décision de couper la scène, car elle n'apportait rien à l'histoire[2].
- Dans Extremis (2017), Nardole lit un extrait du journal de River Song au Docteur, qui sera répété plusieurs fois dans la saison : « Sans espoir. Sans témoin. Sans récompense ». Il ajoute que cette dernière lui a donné la permission de lui « botter les fesses »[3].

### L'avenir de River Song
Malgré une résolution apparente de l'arc narratif autour du personnage, des questions demeurent sans réponse. Une est particulièrement présente : quand et comment River Song a-t-elle appris le nom du Docteur ? En effet, lorsqu'elle le rencontre dans la partie de l'épisode Bibliothèque des Ombres, elle lui murmure son nom dans l'oreille. Dans la deuxième partie de l'épisode, au moment de sa mort, le Docteur avoue qu'il ne révélerait son nom que lors d'un moment bien précis.
Le moment le plus probable où le Docteur aurait pu dire son nom à River reste lors de l'épisode 8 de la saison 6 « Allons tuer Hitler ». À la fin de cet épisode, le Docteur, empoisonné par River un peu plus tôt dans l'épisode, est sur le point de mourir, il demande à parler à River qui s'approche alors du Docteur et celui-ci lui murmure quelque chose à l'oreille. River lui répond en souriant « Je suppose qu'elle le sait déjà » sous-entendant que la River du futur, celle que le Docteur connaît et aime le sait déjà à la suite de ça le Docteur meurt dans les bras de River.  River comprenant son erreur grâce à Amy, elle lui donne ensuite toutes ses régénérations pour le ramener à la vie. Cette scène correspond bien au fait que le Docteur n'aurait pu dire son nom qu'au moment de sa mort et uniquement à cette occasion sans penser que River se « sacrifierait » pour le sauver.
En février 2017, dans une interview accordée au Doctor Who Magazine, Steven Moffat a laissé entendre que River Song pourrait revenir dans la série.

## Personnalité
River a une personnalité fougueuse et impertinente, proche du stéréotype de l'aventurière : elle est indépendante, forte, intrépide, aime se mettre en danger, peu de choses l'effraient. Elle semble avoir vécu de nombreuses aventures. Elle se décrit elle-même comme une psychopathe dénuée de scrupules, et ses activités relèvent parfois plus du pillage et du trafic que de la science.
Elle traite le Docteur avec familiarité et parfois un mépris affecté, elle aime le taquiner et se moquer de lui, et prend un malin plaisir à l'embarrasser et le contredire dès qu'elle le peut. Elle n'hésite pas à le draguer très ouvertement, ce qui l'embarrasse facilement mais fait beaucoup rire River. Le Docteur est en réalité la seule personne qui l'impressionne vraiment et pour qui elle a un immense respect, elle le voit comme un être exceptionnel bien au-dessus de toute chose et pense même qu'il ne peut pas "juste l'aimer" tellement elle en a une haute estime, ce qui est évidemment faux le Docteur aimait profondement River.
Dans l'épisode  les maris de River Song, elle dit en parlant du Docteur et de leur relation qu’"il est un être bien trop exceptionnel pour juste tomber amoureux comme quelqu'un d'ordinaire"  et elle finit par dire "Que l'on peut admirer les étoiles et un coucher de soleil mais qu'il ne faut pas espérer en être aimé en retour".
Elle lui voue malgré tout un amour inconditionnel et une confiance absolue et ne pourrait pas vivre sans lui, elle serait prête à tout pour le Docteur et le prouve à de nombreuses reprises comme être capable de détruire l'univers juste pour le sauver.
Paradoxalement, River étant très indépendante et vivant sa propre vie de son côté, elle ne s'est jamais empêchée de vivre d'autres histoires, on sait qu'elle a été mariée à d'autres hommes que le Docteur, dont deux sont connus : Ramone et le roi Hydroflax ainsi qu’à deux femmes (Elle dit que le Docteur qu'elle n'a pas reconnu sous sa douzième incarnation lui fait penser à sa deuxième femme) les maris de River Song. Ces relations rendent le Docteur légèrement jaloux, bien que lui-même ait été marié à de nombreuses reprises à d'autres femmes. Aucun des deux n'a jamais caché ses relations extérieures car ils savent pertinemment que leurs histoires et leurs sentiments vont bien au-delà de toutes les autres et que seule la leur compte réellement.
Elle est aussi assez familière avec ses parents Amy et Rory surtout Amy même quand ceux-ci ne savent pas encore qu'elle est leur fille. Dès la première rencontre d'Amy avec River, toutes les deux s'apprécient très rapidement, une complicité se crée très vite entre elles. Amy est très intriguée par River qui est plus que mystérieuse et celle-ci ne cesse de la protéger et de la réconforter, toutes les deux s'amusent déjà à embarrasser le Docteur. On sent déjà un lien très fort entre elles qui se renforce  lorsque Amy apprend la vérité sur River.

## Apparitions de River Song

### Épisodes TV deDoctor Who
- 2008 : Bibliothèque des Ombres, première partie
- 2008 : Bibliothèque des Ombres, deuxième partie
- 2010 : Le Labyrinthe des Anges, première partie
- 2010 : Le Labyrinthe des Anges, deuxième partie
- 2010 : La Pandorica s'ouvre, première partie
- 2010 : La Pandorica s'ouvre, deuxième partie
- 2011 : L'Impossible Astronaute, première partie
- 2011 : L'Impossible Astronaute, deuxième partie
- 2011 : La Retraite du Démon
- 2011 : Allons Tuer Hitler
- 2011 : Tournée d'Adieux
- 2011 : Le Mariage de River Song
- 2012 : Les Anges prennent Manhattan
- 2013 : Le Nom du Docteur
- 2015 : Les Maris de River Song

### Dans les audio (Big Finish)

#### The Diary of River Song(2015 – 2019)
Dans les épisodes audio des coffrets The Diary of River Song, River Song rencontre d'autres incarnations du Docteur :
- le Huitième Docteur dans The Rules of the Universe (saison 1, épisode 4).
- le Sixième Docteur dans World Enough and Time (saison 2, épisode 3).
- le Septième Docteur dans The Eye of the Storm (saison 2, épisode 4).
- le Cinquième Docteur dans A Requiem for the Doctor et My Dinner with Andrew (saison 3, épisodes 2 et 3).
- le Quatrième Docteur dans Someone I Once Knew (saison 4, épisode 4).

Dans le cinquième coffret, elle va même jusqu'à croiser la route de Missy, la dernière incarnation du Maître.

##### Saison 1 (décembre 2015)
| N° | Part. | Titre original              | Scénario        | Réalisation | Date de sortie sur Internet |
| -- | ----- | --------------------------- | --------------- | ----------- | --------------------------- |
| 1  | 1     | The Boundless Sea           | Jenny T. Colgan | Ken Bentley | décembre 2015               |
| 1  | 2     | I Went to a Marvelous Party | Justin Richards | Ken Bentley | décembre 2015               |
| 1  | 3     | Signs                       | James Goss      | Ken Bentley | décembre 2015               |
| 1  | 4     | The Rulers of the Universe  | Matt Fitton     | Ken Bentley | décembre 2015               |

##### Saison 2 (décembre 2016)
| N° | Part. | Titre original        | Scénario    | Réalisation | Date de sortie sur Internet |
| -- | ----- | --------------------- | ----------- | ----------- | --------------------------- |
| 2  | 5     | The Unknown           | Guy Adams   | Ken Bentley | décembre 2016               |
| 2  | 6     | Five Twenty-Nine      | John Dorney | Ken Bentley | décembre 2016               |
| 2  | 7     | World Enough and Time | James Goss  | Ken Bentley | décembre 2016               |
| 2  | 8     | The Eye of the Storm  | Matt Fitton | Ken Bentley | décembre 2016               |

##### Saison 3 (janvier 2018)
| N° | Part. | Titre original           | Scénario     | Réalisation | Date de sortie sur Internet |
| -- | ----- | ------------------------ | ------------ | ----------- | --------------------------- |
| 3  | 9     | The Lady in the Lake     | Nev Fountain | Ken Bentley | janvier 2018                |
| 3  | 10    | A Requiem for the Doctor | Jac Rayner   | Ken Bentley | janvier 2018                |
| 3  | 11    | My Dinner with Andrew    | John Dorney  | Ken Bentley | janvier 2018                |
| 3  | 12    | The Furies               | Matt Fitton  | Ken Bentley | janvier 2018                |

##### Saison 4 (septembre 2018)
| N° | Part. | Titre original          | Scénario                | Réalisation | Date de sortie sur Internet |
| -- | ----- | ----------------------- | ----------------------- | ----------- | --------------------------- |
| 4  | 13    | Time in a Bottle        | Emma Reeves Matt Fitton | Ken Bentley | septembre 2018              |
| 4  | 14    | Kings of Infinite Space | Donald McLeary          | Ken Bentley | septembre 2018              |
| 4  | 15    | Whodunnit?              | Matt Fitton             | Ken Bentley | septembre 2018              |
| 4  | 16    | Someone I Once Knew     | John Dorney             | Ken Bentley | septembre 2018              |

##### Saison 5 (janvier 2019)
| N° | Part. | Titre original                 | Scénario        | Réalisation | Date de sortie sur Internet |
| -- | ----- | ------------------------------ | --------------- | ----------- | --------------------------- |
| 5  | 17    | The Bekdel Test                | Jonathan Morris | Ken Bentley | janvier 2019                |
| 5  | 18    | Animal Instinct                | Roy Gill        | Ken Bentley | janvier 2019                |
| 5  | 19    | The Lifeboat and the Deathboat | Eddie Robson    | Ken Bentley | janvier 2019                |
| 5  | 20    | Concealed Weapon               | Scott Handcock  | Ken Bentley | janvier 2019                |

##### Saison 6 (août 2019)
| N° | Part. | Titre original       | Scénario    | Réalisation                   | Date de sortie sur Internet |
| -- | ----- | -------------------- | ----------- | ----------------------------- | --------------------------- |
| 6  | 21    | An Unearthly Woman   | Matt Fitton | Alex Kingston & Claudia Grant | août 2019                   |
| 6  | 22    | The Web of Time      | John Dorney | Alex Kingston & Claudia Grant | août 2019                   |
| 6  | 23    | Peepshow             | Guy Adams   | Alex Kingston & Claudia Grant | août 2019                   |
| 6  | 24    | The Talents of Greel | Paul Morris | Alex Kingston & Claudia Grant | août 2019                   |

##### Saison 7 (janvier 2020)
| N° | Part. | Titre original         | Scénario      | Réalisation   | Date de sortie sur Internet |
| -- | ----- | ---------------------- | ------------- | ------------- | --------------------------- |
| 7  | 25    | Colony of Strangers    | James Goss    | Alex Kingston | janvier 2020                |
| 7  | 26    | Abbey of Heretics      | Lizbeth Myles | Alex Kingston | janvier 2020                |
| 7  | 27    | Barrister to the Stars | James Kettle  | Alex Kingston | janvier 2020                |
| 7  | 28    | Carnival of Angels     | Roy Gill      | Alex Kingston | janvier 2020                |

#### Doom Coalition(2016)
- Doom Coalition 2[7]
- Doom Coalition 3[8]